# Tractriu
Tractriu (del verb Llatí trahere "estirar"; plural: tractrius) és la corba al llarg de la qual es mou un objecte petit, sota la influència de fricció, quan és estirat damunt d'un pla per un bocí de fil estirat des de l'altre extrem que es mou seguint una línia recta perpendicular la descrita a l'inici pel fil a una celeritat infinitesimal. És per tant un corba de persecució. Es va introduir per primer cop per Claude Perrault el 1670, i més tard va ser estudiada per Isaac Newton (1676) i Christian Huygens (1692).

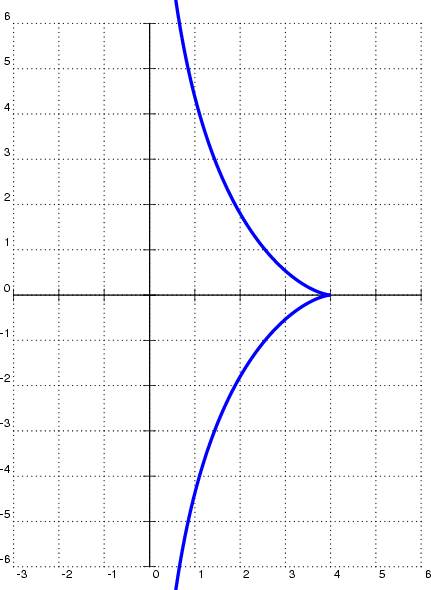
Tractriu amb l'objecte inicialment a (4,0)

## Deducció matemàtica
Suposant que se situa l'objecte (a ,0) [o (4,0) en l'exemple mostrat a la dreta], i l'extrem que estira a l'origen, així a és la llargada del fil que estira [4 en l'exemple de la dreta]. Llavors l'extrem que estira comença a avançar al llarg de leix y en la direcció positiva. En tots els moments, el fil serà tangent a la corba y  = y (x) descrita per l'objecte, així queda completament determinada pel moviment de l'extrem que estira. Matemàticament, el moviment es descriu per l'equació diferencial
{\displaystyle {\frac {dy}{dx}}=-{\frac {\sqrt {a^{2}-x^{2}}}{x}}\,\!}
amb la condició inicial (ya) = 0 la solució de la qual és
{\displaystyle y=\int _{x}^{a}{\frac {\sqrt {a^{2}-t^{2}}}{t}}\,dt=\pm \left(a\ln {\frac {a+{\sqrt {a^{2}-x^{2}}}}{x}}-{\sqrt {a^{2}-x^{2}}}\right).\,\!}
El primer terme d'aquesta solució també es pot escriure 
{\displaystyle a\ \mathrm {arsech} {\frac {x}{a}},\,\!}
on arsech és la funció secant hiperbòlica inversa.
La branca negativa denota el cas on l'extrem que estira es mou en la direcció negativa a partir de l'origen. Les dues branques pertanyen la tractriu, es troben a la cúspide al punt (a, 0).

## Base de la tractriu
La propietat essencial del tractriu és la constància de la distància des d'un punt P en la corba a la intersecció de l'eix y i la recta tangent a P.
La tractriu es podria plantejar d'una multitud de maneres:
1. És el lloc geomètric del centre d'una espiral hiperbòlica rodant (sense lliscar) sobre una recta.
2. L'evolvent de la funció descrita per una corda homogènia inelastica plenament flexible lligada a dos punts i sotmesa a un camp gravitacional. Té l'equació: {\displaystyle y(x)=a\,\operatorname {ch} (x/a)}
nota: l'evolvent de la funció té una tangent perpendicular a la tangent de la funció original a la mateix coordenada x considerada.
3. La trajectòria determinada pel punt mitjà de l'eix del darrere d'un cotxe estirat per una corda a una velocitat constant i amb una direcció constant (inicialment perpendicular al vehicle). La funció admet una asímptota horitzontal. La corba és simètrica a Oy. El radi de curvatura és {\displaystyle r=a\,\operatorname {ctg} (x/y)}

La tractiu va tenir una gran implicació en l'estudi de la superfície de revolució d'ella mateixa al voltant de la seva asímptota: la pseudoesfera. Estudiada per Beltrami el 1868, com a superfície de curvatura gaussiana constant negativa, la pseudoesfera és un model local de geometria no euclidiana.

## Propietats

Catenària com evoluta d'una tractriu

Tractriu com involuta d'una catenària

- A causa de la forma geomètrica en què es defineix, la tractriu té la propietat que la llargada de la seva tangent, entre l'asímptota i el punt de tangència, té la llargada constant {\displaystyle a}.
- La longitud de l'arc d'una branca entre x  = x 1 i x  = x ₂ és {\displaystyle a\ln \left({\frac {x_{1}}{x_{2}}}\right)}
- L'àrea entre la tractriu i la seva asímptota és {\displaystyle \pi a^{2}/2} que es pot trobar fent servir integració o el teorema de Mamikon.
- L'envolvent de les normals de la tractriu (és a dir, l'evoluta de la tractriu) és la catenària (o corba de cadena) donada per {\displaystyle x=a\cosh {\frac {y}{a}}}.
- La superfície de revolució creada fent girar una tractriu sobre la seva asímptota és una pseudoesfera.

## Aplicació pràctica
El 1927, P.G.A.H. Voigt patentava un disseny d'altaveus basat en la suposició que un front d'ona viatjant a través de l'altaveu és esfèric d'un radi constant. La idea és minimitzar la distorsió provocada pel reflex intern de so dins de l'altaveu. La forma que resulta és la superfície de revolució d'una tractriu.

## Màquines de dibuix
- Entre octubre–novembre de 1692, Huygens descrivia tres màquines de dibuix de tractrius.
- El 1693 Leibniz lliura al públic una màquina que, en teoria, podria integrar qualsevol equació diferencial, la màquina era de disseny tractional.
- El 1706 John Perks construeix una màquina tractional per realitzar la quadratura hiperbòlica.
- El 1729 Johann Poleni construeix un mecanisme de tracció que permetia dibuixar funcions logaritmiques.